# Saison 1 de Dr Harrow
Chronologie
Saison 2
Cet article présente le guide de la première saison de la série télévisée australienne Dr Harrow.

## Distribution

### Acteurs principaux
- Ioan Gruffudd (VF : Xavier Fagnon) : Dr Daniel Harrow, médecin légiste principal
- Ella Newton (VF : Léopoldine Serre) : Fern Harrow, fille du Dr Harrow
- Anna Lise Phillips (en) (VF : Laura Blanc) : Stephanie Tolson, ex-femme du Dr Harrow
- Darren Gilshenan (en) (VF : Tanguy Goasdoué) : Dr Lyle Fairley, médecin légiste principal
- Remy Hii (VF : Alexandre Nguyen) : Simon Van Reyk, médecin légiste
- Damien Garvey (en) (VF : Bernard Lanneau) : Bryan Nichols, sergent-détective principal
- Mirrah Foulkes (VF : Audrey Sourdive) : Soroya Dass, sergent-détective
- Robyn Malcolm (VF : Marie Vincent) : Maxine Pavich, directrice de l'institut de médecine légale
- Hunter Page-Lochard (en) (VF : Julien Crampon) : Callan Prowd, petit ami de Fern
- Tony Barry (en) (VF : Jacques Frantz) : Jack Twine, ancien superviseur du Dr Harrow

### Acteurs récurrents
- Uli Latukefu (en) : Jesse Walsh
- Tasneem Roc (en) (VF : Jade Phan-Gia) : Jill McCloud
- Geoff Morrell : Dr Laurie Badcoe
- Richard Brancatisano : Sgt. Gabriel Capello

## Épisodes

### Épisode 1:Dr Harrow et Mr Hyde
- Australie : 9 mars 2018 sur ABC
- France : 29 février 2020 sur M6

- Australie : 665 000[1]
- France : 2,814 millions[2]

### Épisode 2:Une flèche dans le cœur
- Australie : 16 mars 2018 sur ABC
- France : 29 février 2020 sur M6

- Australie : 561 000[3]

### Épisode 3:Le Blues du crocodile
- Australie : 23 mars 2018 sur ABC
- France : 7 mars 2020 sur M6

- Australie : 473 000[4]
- France : 2,131 millions[5]

### Épisode 4:L'Amour d'une mère
- Australie : 30 mars 2018 sur ABC
- France : 7 mars 2020 sur M6

- Australie : 546 000[6]

### Épisode 5:Lapins rouges
- Australie : 6 avril 2018 sur ABC
- France : 14 mars 2020 sur M6

- Australie : 462 000[7]
- France : 1,894 millions[8]

### Épisode 6:Intouchable
- Australie : 13 avril 2018 sur ABC
- France : 14 mars 2020 sur M6

- Australie : 547 000[9]

### Épisode 7:Secret de famille
- Australie : 20 avril 2018 sur ABC
- France : 21 mars 2020 sur M6

- Australie : 506 000[10]
- France : 2,569 millions[11]

### Épisode 8:Tu seras un homme mon fils
- Australie : 27 avril 2018 sur ABC
- France : 28 mars 2020 sur M6

- Australie : 603 000[12]
- France : 2,386 millions[13]

### Épisode 9:La Loi du Talion
- Australie : 4 mai 2018 sur ABC
- France : 4 avril 2020 sur M6

- Australie : 553 000[14]
- France : 2,475 millions[15]

### Épisode 10:Esprit criminel
- Australie : 11 mai 2018 sur ABC
- France : 11 avril 2020 sur M6

- Australie : 571 000[16]
- France : 2,428 millions[17]